# NGC 6413
NGC 6413 — четверная звезда в созвездии Змееносец.
Этот объект входит в число перечисленных в оригинальной редакции «Нового общего каталога».